# Robert Blatchford

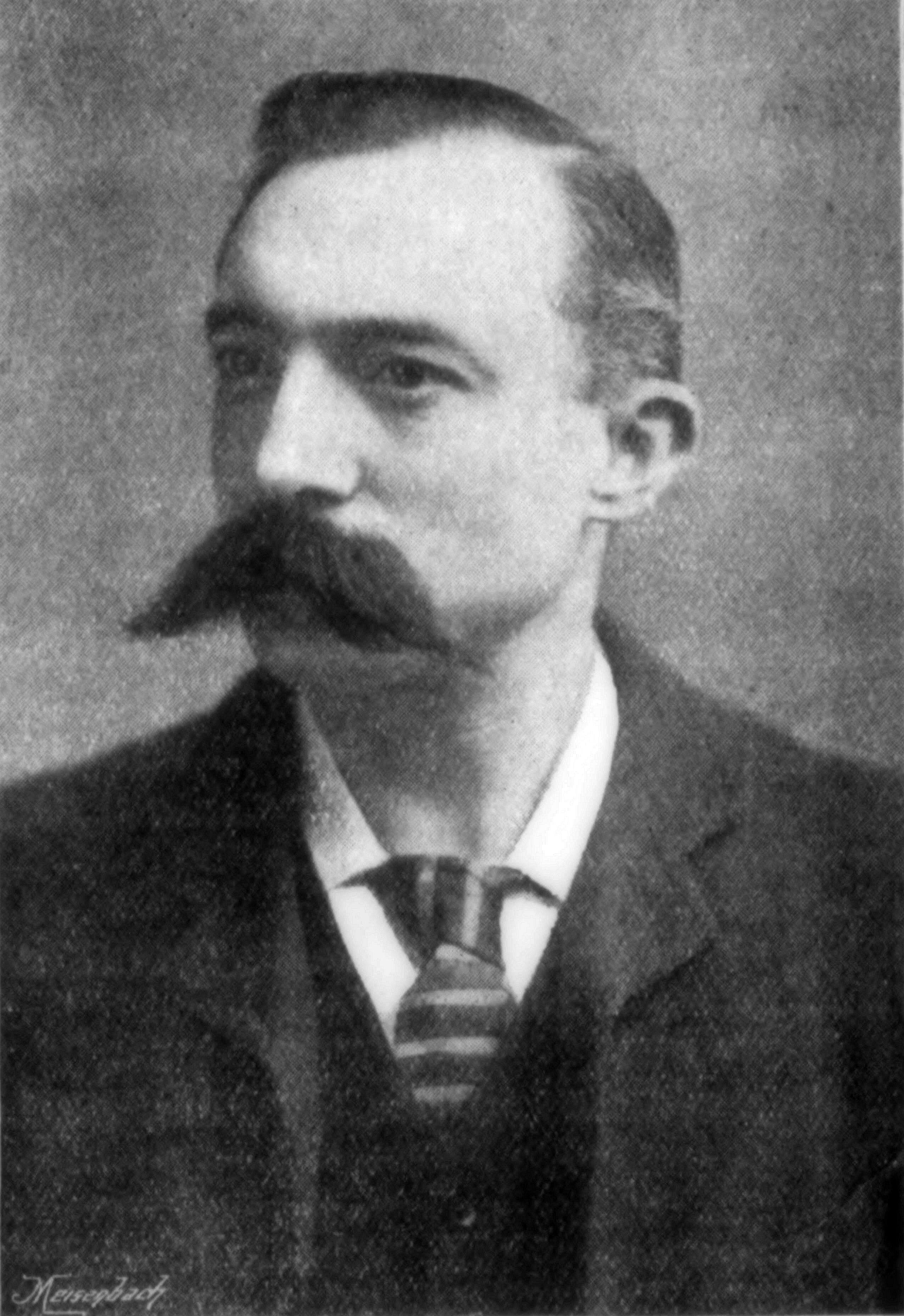
Robert Blatchford (etwa 1885)

Robert Peel Glanville Blatchford (* 17. März 1851 in Maidstone; † 17. Dezember 1943 in Horsham) war ein englischer Sozialist, Journalist und Autor.

## Leben

### Herkunft und Ausbildung
Blatchford wurde 1851 als Sohn eines Schauspielers geboren und machte in seiner Jugend eine Lehre zum Bürstenmacher. Im Anschluss an die Ausbildung trat Blatchford in die britische Armee ein, aus welcher er 1878 im Rang eines Sergeant Major ausschied.
Wenige Jahre später arbeitete er als freier Journalist für die Zeitung Sunday Chronicle in Manchester.

### Politische Tätigkeit
1890 gründete Blatchford die Manchester Fabian Society, im folgenden Jahr gehörte er als Herausgeber zu den Begründern der sozialistischen Zeitung The Clarion. Blatchford kündigte an, dass die Zeitung eine Politik der Menschlichkeit, Gerechtigkeit, der Vernunft und der Barmherzigkeit verfolgen würde, ohne dabei von einer Partei oder einer bestimmten Weltsicht geprägt zu sein. Die erste Auflage verkaufte sich 40.000 Mal und pendelte sich nach wenigen Monaten auf etwa 30.000 Exemplare pro Woche ein.
1893 wurden einige von Blatchfords Artikeln über den Sozialismus in Buchform unter dem Titel Merrie England veröffentlicht und verkauften sich über 2 Millionen Mal. Die deutsche Übersetzung wurde 1907 unter dem Titel Im Reiche der Freiheit. Briefe über den Sozialismus veröffentlicht.
Obwohl sich Blatchford einerseits auf Seiten der Arbeiterbewegung politisch und journalistisch betätigte, unterstützte er andererseits die britische Außenpolitik. So unterstützte er die Regierung während des Zweiten Burenkrieges und warnte vor dem, was er als deutsche Bedrohung ansah. Nach dem Ersten Weltkrieg wurde er ein leidenschaftlicher Verfechter des britischen Empire und unterstützte bei den Unterhauswahlen 1924 die Conservative Party.

## Privates
Von 1880 bis 1921 war Blatchford mit Sarah Blatchford, geborene Crossley, verheiratet, mit der er 2 Kinder hatte.
Robert Blatchford verstarb am 17. Dezember 1943.